# Fritz Ostmeyer
Fritz Ostmeyer (* 21. Oktober 1915 in Westbarthausen; † 10. Februar 1994) war ein deutscher Politiker (CDU).

## Leben und Beruf
Nach dem Besuch der Volksschule und der Realschule absolvierte er eine Landwirtschaftslehre und war als Landwirt tätig. Zum 1. Oktober 1933 trat er der SA bei, 1938 schloss er sich der SS an. Am 10. Oktober 1937 beantragte er die Aufnahme in die NSDAP und wurde rückwirkend zum 1. Mai desselben Jahres aufgenommen (Mitgliedsnummer 5.834.091). Er war Reserveoffizier. Ab 1958 war Ostmeyer Kreisvorsitzender der CDU.
Er war verheiratet und hatte zwei Kinder.

## Abgeordneter
Vom 6. Mai 1968 bis zum 25. Juli 1970 war Ostmeyer Mitglied des Landtags von Nordrhein-Westfalen. Er rückte am 6. Mai 1968 von der Reserveliste seiner Partei für Josef Hennemann nach. 
Ab 1952 war er Gemeindevertreter und Bürgermeister von Westbarthausen. Der Amtsvertretung des Amtes Borgholzhausen/Westf. gehörte er ab 1948 an. Ab 1956 war er Mitglied der Kreistage Halle (Westf.) und Gütersloh.

## Öffentliche Ämter
Vom 20. November 1958 bis zum 4. April 1963 und vom 15. Oktober 1964 bis zur Gebietsreform am 31. Dezember 1972 war er Landrat des ehemaligen Kreises Halle (Westf.), vom 5. November 1983 bis zum 15. September 1988 Landrat des Kreises Gütersloh.
Bürgermeister von Borgholzhausen war er von 1969 bis 1975.

## Sonstiges
Am 24. Januar 1972 wurde ihm das Bundesverdienstkreuz I. Klasse verliehen.